# Clemente Rojas
Clemente Rojas, född den 1 september 1952 i Cartagena, är en colombiansk boxare som tog OS-brons i fjäderviktsboxning 1972 i München. 